# Estación de Mariembourg
La estación de Mariembourg es una estación de tren belga situada en Couvin, en la provincia de Namur, región Valona.
Pertenece a la línea  de S-Trein Charleroi.

## Situación ferroviaria
La estación se encuentra en la línea 132 (Charleroi-Treignes).

## Intermodalidad
| Línea | Procedencia | Parada           | Destino        |
| ----- | ----------- | ---------------- | -------------- |
| 156   | COUVIN Gare | MARIEMBOURG Gare | DOURBES Centre |